# Friedensbrücke (Weimar)

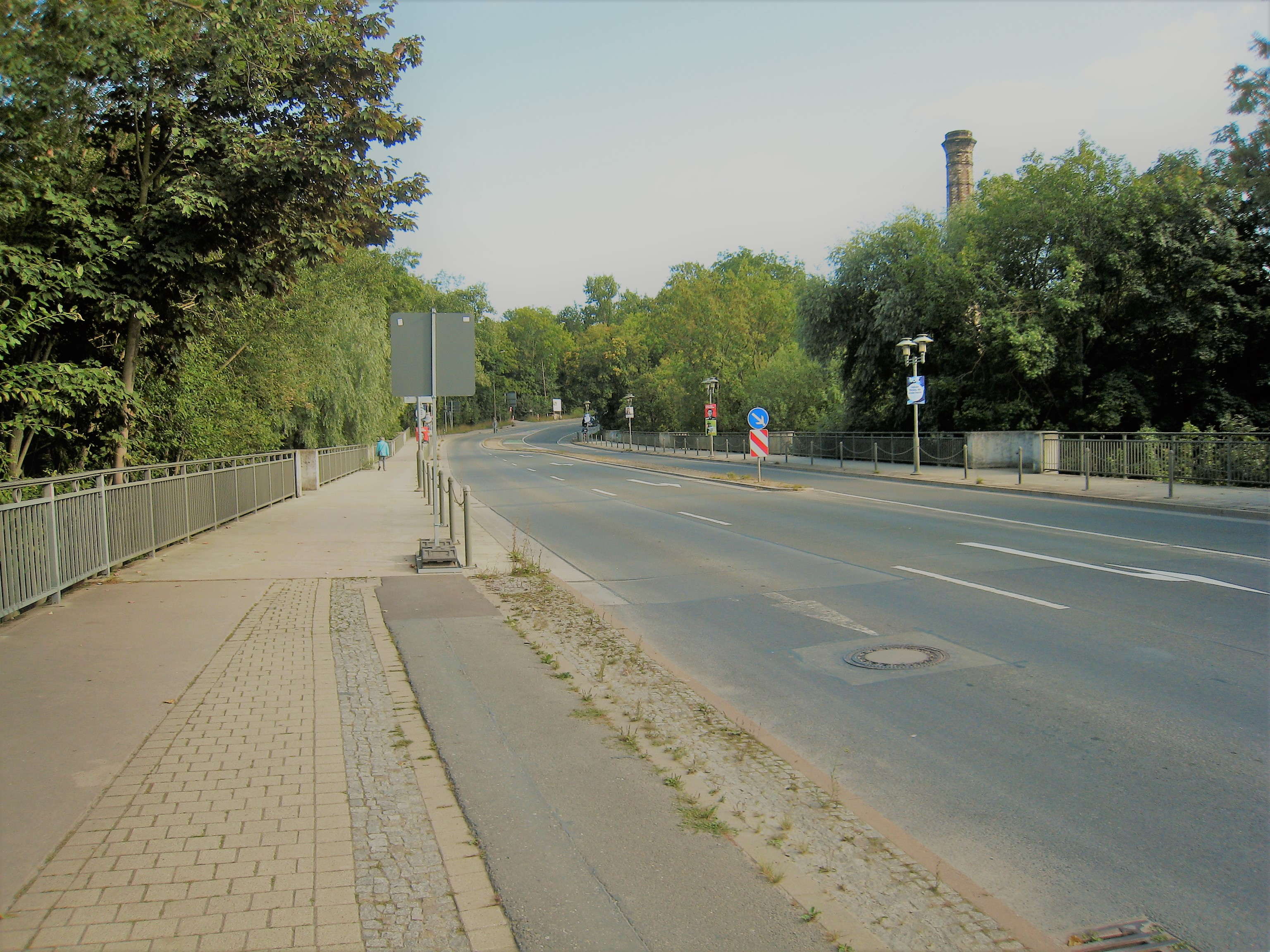
Friedensbrücke; rechts vorn ein Schornstein der alten Karlsmühle

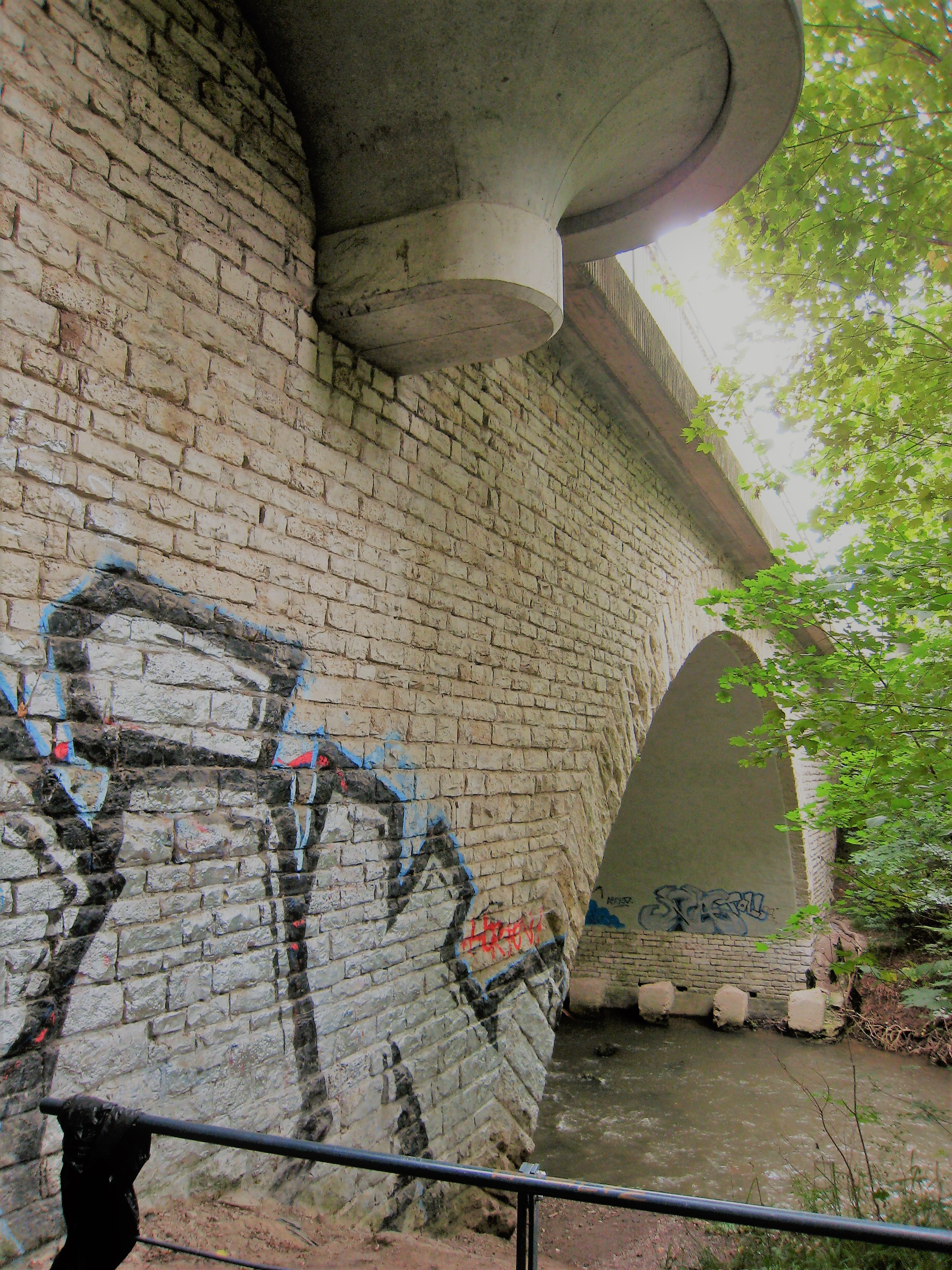
Details

Die Friedensbrücke  ist eine Ilm-Brücke im Zuge der Bundesstraße 7 in Weimar.
Diese Brücke entstand im Zusammenhang mit dem Gauforum und den damit verbundenen Aufschüttungen des Asbachtals bzw. den an diesen vorbeiführenden Straßenzug. Diese Ende der 1930er Jahre begonnene Brücke wurde erst 1946 fertiggestellt und sollte die Kegelbrücke entlasten. Die offizielle Einweihung der Brücke als auch der Friedensstraße erfolgte  am 6. Juli 1946. Dabei erhielt sie ihren Namen. Diese stark befahrene Brücke ist für den Verkehr in Weimar von erheblicher Bedeutung. Anfang der 1990er Jahre wurde sie renoviert.
Die Betonbrücke wurde verkleidet mit Kalksteinen des oberen Muschelkalks aus Gelmeroda. Die Ecksteine stammen aus der Cycloidesbank. Das Quadermauerwerk zwischen den vier Bögen setzt sich aus grauen, rostfleckigen Schillkalken und untergeordnet dichten Kalksteinen zusammen. Die Ufermauern unter der Brücke bestehen aus großen Granitdiodoritsteinen.
Unterhalb derselben u. a. von der Karlsmühle oder dem E-Werk bzw. dem Weg unterhalb des Goethe- und Schiller-Archives lässt sich seine Konstruktion am besten sehen. Ansonsten ist das Ilmufer an dieser Stelle nur schwer zu erreichen.
Die Friedensbrücke steht auf der Liste der Kulturdenkmale in Weimar.